# Poslanice apostola Pavla
Poslanice apostola Pavla, prema nekim izvorima Pavlove poslanice ili Pavlova pisma, trinaest (odnosno četrnaest) su knjiga Novoga zavjeta pripisane sv. Pavlu apostolu, iako je autorstvo nekih sporno. Te poslanice je Sveti Pavao upućivao raznim ranokršćanskim zajednicama. 
Među tim poslanicama nalaze se i najstariji spisi Novoga zavjeta, te najraniji postojeći kršćanski dokumenati.

## Nastanak
Pavao je osnivao kršćanske crkve na istoku Sredozemlja, uglavnom u urbanim centrima. Pošto bi preobratio određeni broj ljudi na nekom mjestu, on bi odlazio dalje. Ali, ponekad bi dobivao loše vijesti od pojedinačnih zajednica koje je osnovao, npr: došlo je do podijele unutar zajednice, javio se problem nemorala, dolazili su učitelji koji su prenosili ideje drukčije od njegovih, neki su članovi počeli učiti krivovjerje i slično. 
Nakon takvih vijesti, Pavle bi toj zajednici poslao povratno pismo, koje se bavilo navedenim problemima. Te poslanice, su bile vrlo bitne za život tih zajednica i vremenom su neka od njih stekla status svetog pisma.

## Pregled

### Popis poslanica
Sljedeće poslanice smatraju se Pavlovim:
| Br. | Poslanica                   | Kratica | Autor(i)           | Izvor  |
| --- | --------------------------- | ------- | ------------------ | ------ |
| 1.  | Poslanica Rimljanima        | Rim     | Pavao              | [ 2 ]  |
| 2.  | Prva poslanica Korinćanima  | 1 Kor   | Pavao              | [ 3 ]  |
| 3.  | Druga poslanica Korinćanima | 2 Kor   | Pavao              | [ 4 ]  |
| 4.  | Poslanica Galaćanima        | Gal     | Pavao              | [ 5 ]  |
| 5.  | Poslanica Efežanima         | Ef      | nepoznat           | [ 6 ]  |
| 6.  | Poslanica Kološanima        | Kol     | nepoznat, Timotej? | [ 7 ]  |
| 7.  | Poslanica Filipljanima      | Fil     | Pavao              | [ 8 ]  |
| 8.  | Prva poslanica Solunjanima  | 1 Sol   | Pavao              | [ 9 ]  |
| 9.  | Druga poslanica Solunjanima | 2 Sol   | Pavao              | [ 10 ] |
| 10. | Prva poslanica Timoteju     | 1 Tim   | nepoznat           | [ 11 ] |
| 11. | Druga poslanica Timoteju    | 2 Tim   | nepoznat           | [ 12 ] |
| 12. | Poslanica Titu              | Tit     | Pavao              | [ 13 ] |
| 13. | Poslanica Filemonu          | Flm     | Pavao, Timotej     | [ 14 ] |
| 14. | Poslanica Hebrejima         | Heb     | nepoznat           | [ 15 ] |

Među poslanicama koje se tradicionalno nazivaju Pavlovim, biblijska znanost razlikuje autentične i neautentične, to jest one kojima je autor Pavao, te one kojima je autor neki drugi kršćanski pisac. I jedne i druge smatraju se u kršćanstvu nadahnutima.
Pavle je vjerojatno napisao mnogo više poslanica nego što je sačuvano. Pavle spominje još neke poslanice, na primjer: 
- u prvoj poslanici Korinćanima (5. poglavlje, 9. redak), spominje jednu poslanicu koju je Korinćanima napisao ranije (još prije prve poslanice Korinćanima).

## Sakupljanje
Proučavalac Novog zavjeta, Robert M. Price, istražujući kako, kada i tko je sakupio razne Pavlove poslanice u jednu zbirku poslanica, i dolazi do zaključka da je Marcion iz Sinope prva zabilježena osoba u povijesti, koja je prikupljala Pavlove poslanice raznim crkvama u jedan kanon Pavlovih poslanica. Marcion je sastavio prvi kanon Novog zavjeta koji se sastojao od Pavlovih poslanica i Evanđelja po Luki.
Novi zavjet Marciona je sadržavao deset poslanica apostola Pavla: Galaćanima, Prvu i Drugu poslanicu Korinćanima, Rimljanima, Prvu i Drugu poslanicu Solunjanima, Efežanima (koju je nazivao poslanicom Laodicejima), Kološanima, Filipljanima i Filemonu.

## Vanjske poveznice
- (engl.) The Pauline Epistles (1875.) – Pavlove poslanice na zajedničkom poslužitelju Wikimedije.